# Щипско
Щипско е село в Североизточна България. То се намира в Община Вълчи дол, област Варна.

## География
Щипско отстои на 4 км от общинския център във Вълчидол и на 38 км от областния във Варна. Селото разолага с 36 000 дка обработваема земя.

## История
На територията на Щипско не са провеждани задълбочени археологически проучвания и при случайни дейности са намерени 24 оброчни плочки с лика на тракийски конник, древни водопроводи и резервоари за вода.
Първите писмени сведения за селото са от 1557 година. То е споменато в записките на полския дипломат Отвиновски, който пътувал от Добрич през Провадия за Цариград. В по-късен турски документ от 12 септември 1573 година селото се споменава като Хасърджик, като това име се превежда от арабски като Овчарска гега. Селото се нарича така до 1934 година.
Заселници, начело с Друми Вълчев-Авджията /борец за независима българска църква, другар на Апостола- Васил Левски, участвал в създаването на революционни комитети. Съдейства на първия руски консул във Варна-Александър Рачински да се чете на службата в параклиса на български език. Спасява църквата в с. Щипско от запалване от гръкоманите от с. Суворово, Чернево, Кипра и гр. Варна, защото само в нея по това време се е служило на български език/ идват в селото след похода на Дибич Задбалкански през 1829 г.
През 1965 г. при оран в района на селото е открит римски каменен саркофаг от края на I век сл. Хр., който днес се съхранява във Варненския исторически музей. На територията на землището на селото има 5 тракийски селища, 3 от които датирани от чешкия археолог Карел Шкорпил и около 35 тракийски могили.

## Население
Численост на населението според преброяванията през годините:
| \| Година на преброяване \| Численост \| \| --------------------- \| --------- \| \| 1934 \| 1973 \| \| 1946 \| 1932 \| \| 1956 \| 1647 \| \| 1965 \| 1205 \| \| 1975 \| 949 \| \| 1985 \| 571 \| \| 1992 \| 445 \| \| 2001 \| 314 \| \| 2011 \| 210 \| \| 2021 \| 170 \| |           |
| Година на преброяване | Численост |
| 1934 | 1973      |
| 1946 | 1932      |
| 1956 | 1647      |
| 1965 | 1205      |
| 1975 | 949       |
| 1985 | 571       |
| 1992 | 445       |
| 2001 | 314       |
| 2011 | 210       |
| 2021 | 170       |

### Етнически състав

#### Преброяване на населението през 2011 г.
Численост и дял на етническите групи според преброяването на населението през 2011 г.:
|                     | Численост | Дял (в %) |
| Общо                | 210       | 100.00    |
| Българи             | 200       | 95.23     |
| Турци               | –         | –         |
| Цигани              | –         | –         |
| Други               | 6         | 2.85      |
| Не се самоопределят | –         | –         |
| Неотговорили        | 4         | 1.90      |

## Личности
- Иван Русев – летец-изтребител, извършил безпримерен полет под Стамболовия мост във Велико Търново.
- Елица Тодорова – музикант.

## Културни и природни забележителности
Селското читалище е основано през 1907 година. Църквата в село Щипско е наречена на Св. св. Кирил и Методий. Селото има дългогодишен певчески състав с много изяви на сцената в Генерал Тошево, Копривщица, бившия СССР, Одрин, Хавса (Турция).

## Редовни събития
Събора на селото се провежда всяка година на 24 май в центъра на селото.
Всяка година селото празнува народните и националните празници Нова година, Трифон Зарезан, Петльов ден, Великден, 24 май и др. в местния клуб на пенсионера.